# 2 Years On
| 전문가 평가                   | 전문가 평가 |
| 평가 점수                     | 평가 점수   |
| 출처                          | 점수        |
| ----------------------------- | ----------- |
| AllMusic                      | [ 1 ]       |
| Christgau's Record Guide      | C−          |
| The Rolling Stone Album Guide | [ 3 ]       |

《2 Years On》은 영국의 팝 그룹 비지스의 여덟 번째 스튜디오 음반이며, 미국 차트에서 32위에 올랐다. 1970년에 발매된 이 음반은 로빈 깁이 《Odessa》 이후 이전의 의견 불일치와 그 후의 분열 끝에 그룹으로 돌아왔다. 《2 Years On》은 드러머 제프 브리지포드와 함께한 첫 번째 음반으로, 소매에 사진이 찍히지는 않았지만 1972년까지 그룹의 정회원으로 남아 있었다. 가장 잘 알려진 곡은 〈Lonely Days〉이다. 재결합한 형제들에 의해 첫 번째 싱글로 발매된 이 곡은 미국에서 높은 차트 (빌보드 핫 100 3위 및 라이벌 차트인 《캐시박스》 1위)를 기록했지만 영국에서는 33위로 정점을 찍었다.

## 배경
1969년 3월, 로빈은 그가 밴드를 떠난다고 발표했다. 6월, 그는 영국 차트에서 2위에 오른 그의 데뷔 솔로 싱글 〈Saved by the Bell〉을 발표했다. 8월, 드러머 콜린 피터슨이 해고되었고 음반 《Cucumber Castle》을 완성하기 위해 테리 콕스로 대체되었다. 음반이 발표되기 전, 배리와 모리스는 1969년 12월에 비지스가 해체되었다고 발표했다. 두 사람은 모리스의 〈Railroad〉와 배리의 〈I'll Kiss Your Memory〉라는 싱글 음반을 발표했지만, 그들의 각각의 음반 《The Loner》와 《The Kid's No Good》은 현재까지 발표되지 않은 상태로 남아 있다. 그룹의 일시적인 해체 동안, 모리스는 런던의 뮤지컬 극장 프로덕션인 《Sing a Rude Song》에 참여했다. 모리스는 "우리는 우리의 자산을 놓고 싸우는 모든 변호사들에 신물이 나서, 이 큰 정상회담에서 걸어 나와 그룹을 다시 시작했다"고 회상한다.

## 곡 목록
| #  | 제목                       | 작사·작곡          | 리드 보컬          | 재생 시간 |
| -- | -------------------------- | ------------------ | ------------------ | --------- |
| 1. | 〈2 Years On〉             | 로빈 깁, 모리스 깁 | 로빈               | 3:57      |
| 2. | 〈Portrait of Louise〉     | 배리 깁            | 배리               | 2:35      |
| 3. | 〈Man For All Seasons〉    | 배리, 로빈, 모리스 | 배리, 로빈, 모리스 | 2:59      |
| 4. | 〈Sincere Relation〉       | 로빈, 모리스       | 로빈               | 2:46      |
| 5. | 〈Back Home〉              | 배리, 로빈, 모리스 | 배리, 로빈, 모리스 | 1:52      |
| 6. | 〈The 1st Mistake I Made〉 | 배리               | 배리               | 4:03      |

| #  | 제목                           | 작사·작곡          | 리드 보컬          | 재생 시간 |
| -- | ------------------------------ | ------------------ | ------------------ | --------- |
| 1. | 〈Lonely Days〉                | 배리, 로빈, 모리스 | 배리, 로빈, 모리스 | 3:45      |
| 2. | 〈Alone Again〉                | 로빈, 모리스       | 로빈               | 3:00      |
| 3. | 〈Tell Me Why〉                | 배리               | 배리               | 3:13      |
| 4. | 〈Lay It on Me〉               | 모리스             | 모리스             | 2:07      |
| 5. | 〈Every Second, Every Minute〉 | 배리               | 배리               | 3:01      |
| 6. | 〈I'm Weeping〉                | 로빈               | 로빈               | 2:45      |